# Szarbków
Szarbków – wieś w Polsce, położona w województwie świętokrzyskim, w powiecie pińczowskim, w gminie Pińczów.

## Historia wsi
Nazwa miejscowości Szarbków w czasie istnienia wsi ewoluowała i tak, w dokumencie z 1579 r. zapisana jest jako Sarpkoff, w 1783 roku w Regestrze Diecezjów wspomniana jest pod nazwą Skarbków, natomiast na mapie Królestwa Polskiego z 1839 roku odnotowano ją pod nazwą Sarbków.
Była to wsię należacą do klasztoru norbertanek buskich w województwie sandomierskim w ostatniej ćwierci XVI wieku.
W 1827 r. mieszkało we wsi 143 osoby w 24 domach. 
W 1864, car Aleksander II Romanow wydał dekret o uwłaszczeniu włościan w Królestwie Polskim. Na mocy dekretu ziemia i budynki stały się własnością mieszkających w Szarbkowie rolników.                            
W czasie okupacji niemieckiej w lasach obok wsi Szarbków miała miejsce koncentacja oddziałów Batalionów Chłopskich które 13 lipca 1944 dokonały ataku na więzienie w Pińczowie, zakończone jego rozbiciem.
W latach 1975–1998 miejscowość administracyjnie należała do województwa kieleckiego.
| SIMC    | Nazwa      | Rodzaj     |
| ------- | ---------- | ---------- |
| 0263509 | Kamieniec  | część wsi  |
| 0263515 | Przymiarki | część wsi  |
| 0263521 | Rybnik     | przysiółek |
| 0263538 | Zagórze    | przysiółek |